# Liste der denkmalgeschützten Objekte in Trautmannsdorf an der Leitha
Die Liste der denkmalgeschützten Objekte in Trautmannsdorf an der Leitha enthält die 20 denkmalgeschützten, unbeweglichen Objekte der Gemeinde Trautmannsdorf an der Leitha.

## Denkmäler
| Foto |                 | Denkmal                                                                                        | Standort                                                                           | Beschreibung | Metadaten |
| ---- | --------------- | ---------------------------------------------------------------------------------------------- | ---------------------------------------------------------------------------------- | --- | --- |
| ja   | Datei hochladen | Pfarrhof HERIS-ID: 15696 Objekt-ID: 11942                                                      | Kirchenplatz 1 Standort KG: Gallbrunn                                              | | BDA-Hist.: Q37792533 Status: § 2a Stand der BDA-Liste: 2025-06-30 Name: Pfarrhof GstNr.: 5 |
| ja   | Datei hochladen | Kath. Pfarrkirche hl. Florian HERIS-ID: 15693 Objekt-ID: 11939                                 | Kirchenplatz 1 Standort KG: Gallbrunn                                              | Die 1706–1708 im Westen von Gallbrunn errichtete Pfarrkirche, ein schlichter Saalbau in barockem Stil, ist von einem ummauerten Friedhof umgeben. Ihr klassizistischer Hochaltar verfügt über ein Bild des Kirchenpatrons (Florian von Lorch), die Seitenaltäre beherbergen Statuen von Maria und Josef aus der Zeit um 1900. Ein unvollendetes Tafelbild in der Kanzel zeigt Christus und die Samariter. Die Grablegungsgruppe in der Vorhalle wurde um 1770 geschaffen.                                                                                | BDA-Hist.: Q37792332 Status: Bescheid Stand der BDA-Liste: 2025-06-30 Name: Kath. Pfarrkirche hl. Florian GstNr.: 4 Pfarrkirche Gallbrunn                                                         |
| ja   | Datei hochladen | Dreifaltigkeitssäule HERIS-ID: 15699 Objekt-ID: 11945                                          | bei Hauptstraße 96 Standort KG: Gallbrunn                                          | | BDA-Hist.: Q37792766 Status: § 2a Stand der BDA-Liste: 2025-06-30 Name: Dreifaltigkeitssäule GstNr.: 179                                                                                          |
| ja   | Datei hochladen | Kath. Pfarrkirche hl. Ulrich HERIS-ID: 15663 Objekt-ID: 11909                                  | Hauptstraße 70 Standort KG: Sarasdorf                                              | Die josephinische Saalkirche hat einen eingezogenen Chor mit geradem Schuss, seitliche Anbauten aus der 1. Hälfte des 19. Jahrhunderts und einen vorgestellten Südturm von 1880. Der Hochaltar ist ein klassizistischer Marmoraltar entstand nach einem Entwurf von Johann Ferdinand Hetzendorf von Hohenberg für die Wiener Augustinerkirche, der Altar wurde 1784 geweiht. Am 24. April 1854 hat Franz Joseph I. Elisabeth von Österreich-Ungarn vor diesem Altar geheiratet. 1875 wurde der Altar aus der Wiener Augustinerkirche hierher übertragen. | BDA-Hist.: Q37791131 Status: § 2a Stand der BDA-Liste: 2025-06-30 Name: Kath. Pfarrkirche hl. Ulrich GstNr.: 469 Pfarrkirche Sarasdorf                                                            |
| ja   | Datei hochladen | Bildstock HERIS-ID: 15653 Objekt-ID: 11899                                                     | Feldgasse 92, östlich vor Standort KG: Sarasdorf                                   | Der Tabernakelpfeiler mit dreistufigem Unterbau und unter Pyramidenhelm stammt aus der ersten Hälfte des 16. Jahrhunderts. | BDA-Hist.: Q37790769 Status: § 2a Stand der BDA-Liste: 2025-06-30 Name: Bildstock GstNr.: 3196 |
| ja   | Datei hochladen | Bildstock Weißes Kreuz HERIS-ID: 15654 Objekt-ID: 11900                                        | Standort KG: Sarasdorf                                                             | Pfeiler mit erneuertem Steinkreuz, am Schaft Inschrift von 1650 | BDA-Hist.: Q37790853 Status: § 2a Stand der BDA-Liste: 2025-06-30 Name: Bildstock Weißes Kreuz GstNr.: 2876                                                                                       |
| ja   | Datei hochladen | Bildstock HERIS-ID: 15671 Objekt-ID: 11917                                                     | vor Baumweg 2 Standort KG: Stixneusiedl                                            | Kreuzpfeiler, bezeichnet 1771. | BDA-Hist.: Q37791496 Status: § 2a Stand der BDA-Liste: 2025-06-30 Name: Bildstock GstNr.: 171 |
| ja   | Datei hochladen | Wohnhaus, ehem. Einkehrgasthof HERIS-ID: 15684 Objekt-ID: 11930                                | Hauptstraße 43 Standort KG: Stixneusiedl                                           | Repräsentativer zweigeschoßiger Barockbau. Wuchtiges Rundbogenportal, Fassade mit profilierten Steingewändefenstern. | BDA-Hist.: Q37792010 Status: Bescheid Stand der BDA-Liste: 2025-06-30 Name: Wohnhaus, ehem. Einkehrgasthof GstNr.: 1                                                                              |
| ja   | Datei hochladen | Kath. Pfarrkirche hll. Peter und Paul HERIS-ID: 15667 Objekt-ID: 11913                         | Kirchenplatz 1a Standort KG: Stixneusiedl                                          | Schlichte josephinische Landkirche mit dreiseitigem Chor und viergeschoßigem Ostturm, 1786 erbaut. Zugang zur erhöht stehenden Kirche über Steintreppe mit barocken Postamenten. | BDA-Hist.: Q37791286 Status: Bescheid Stand der BDA-Liste: 2025-06-30 Name: Kath. Pfarrkirche hll. Peter und Paul GstNr.: 50, 51 Pfarrkirche Stixneusiedl                                         |
| ja   | Datei hochladen | Wohnhaus, Ehem. Pfarrhof HERIS-ID: 15676 Objekt-ID: 11922                                      | Kirchenplatz 2 Standort KG: Stixneusiedl                                           | Hakenförmige Anlage mit seitlicher Tormauer, 1783 erbaut. | BDA-Hist.: Q37791753 Status: Bescheid Stand der BDA-Liste: 2025-06-30 Name: Wohnhaus, Ehem. Pfarrhof GstNr.: 28                                                                                   |
| ja   | Datei hochladen | Figurensäule hl. Johannes Evangelist HERIS-ID: 15673 Objekt-ID: 11919                          | bei Kirchenplatz 8 Standort KG: Stixneusiedl                                       | Statue des heiligen Johannes auf toskanischer Säule. | BDA-Hist.: Q37791621 Status: Bescheid Stand der BDA-Liste: 2025-06-30 Name: Figurensäule hl. Johannes Evangelist GstNr.: 137                                                                      |
| ja   | Datei hochladen | Ölbergkapelle HERIS-ID: 15755 Objekt-ID: 12001                                                 | Am Ölberg 1, südöstlich auf der Grünfläche Standort KG: Trautmannsdorf             | Die Lederermeisterin Maria Anna Questenberger ließ die Kapelle 1812 mit Unterstützung des Fürsten Batthyány von Johann Martin Fischer errichten. | BDA-Hist.: Q37797846 Status: § 2a Stand der BDA-Liste: 2025-06-30 Name: Ölbergkapelle GstNr.: 679                                                                                                 |
| ja   | Datei hochladen | Kath. Pfarrkirche hl. Katharina HERIS-ID: 15704 Objekt-ID: 11950                               | bei Hauptstraße 45a Standort KG: Trautmannsdorf                                    | Weiträumig proportionierte barocke Saalkirche mit seichten Querarmen und niedrigerem Chor. Turm über einer frühgotischen Kapelle nördlich am Langhaus. Überwiegend barocke Einrichtung. | BDA-Hist.: Q37793148 Status: § 2a Stand der BDA-Liste: 2025-06-30 Name: Kath. Pfarrkirche hl. Katharina GstNr.: 201 Pfarrkirche Trautmannsdorf an der Leitha                                      |
| ja   | Datei hochladen | Pfarrhof HERIS-ID: 15705 Objekt-ID: 11951                                                      | Hauptstraße 45a Standort KG: Trautmannsdorf                                        | Zweigeschoßiger Pfarrhof, südlich der Kirche 1968/69 angebaut. | BDA-Hist.: Q37793279 Status: § 2a Stand der BDA-Liste: 2025-06-30 Name: Pfarrhof GstNr.: 202, 201                                                                                                 |
| ja   | Datei hochladen | Kriegerdenkmal HERIS-ID: 22837 Objekt-ID: 19182                                                | Hauptstraße 45a, nordwestlich der Pfarrkirche Standort KG: Trautmannsdorf          | Das dreistufige Podest mit dreieckigem Aufbau wurde 1930 vor der Kirche errichtet. | BDA-Hist.: Q37872975 Status: § 2a Stand der BDA-Liste: 2025-06-30 Name: Kriegerdenkmal GstNr.: 202                                                                                                |
| ja   | Datei hochladen | Schloss Trautmannsdorf HERIS-ID: 15706 Objekt-ID: 11952                                        | Hauptstraße 46 Standort KG: Trautmannsdorf                                         | Das Schloss Trautmannsdorf (auch: Schloss Batthyány) ist eine dreiflügelige Anlage im Stil des Klassizismus, umgeben von einem Park, in dem noch Reste der Befestigungsanlagen des beim Neubau 1812–1817 abgerissenen Vorgängerbaus zu sehen sind. | BDA-Hist.: Q18412893 Status: Bescheid Stand der BDA-Liste: 2025-06-30 Name: Schloss Trautmannsdorf GstNr.: 1 Schloss Trautmannsdorf                                                               |
| ja   | Datei hochladen | Markttor HERIS-ID: 15754 Objekt-ID: 12000                                                      | Hauptstraße 93, nördlich, die Hauptstraße überspannend Standort KG: Trautmannsdorf | Heute frei stehende barocke Toranlage: von zwei Pfeilern flankierte Rundbogenöffnung. | BDA-Hist.: Q37797536 Status: § 2a Stand der BDA-Liste: 2025-06-30 Name: Markttor GstNr.: 6 |
| ja   | Datei hochladen | Ortswüstung Parz HERIS-ID: 16179 Objekt-ID: 12436                                              | Im oberen Feld Standort KG: Trautmannsdorf                                         | Der Ort ist schon 1144 als Flur Porz urkundlich. 1335 ist ein Burggraf genannt. Ort und Burg dürften im Zuge der ersten Wiener Türkenbelagerung 1529 zerstört worden sein. | BDA-Hist.: Q18604065 Status: Bescheid Stand der BDA-Liste: 2025-06-30 Name: Ortswüstung Parz GstNr.: 577/1, 577/2, 579, 582, 584, 753, 754, 755, 756, 757, 758, 759, 760, 761, 762, 763, 764, 765 |
| ja   | Datei hochladen | Figurenbildstock hl. Stanislaus (eigentlich Madonna mit Kind) HERIS-ID: 15753 Objekt-ID: 11999 | Marktplatz 8, nördlich auf dem Marktplatz Standort KG: Trautmannsdorf              | | BDA-Hist.: Q37797381 Status: § 2a Stand der BDA-Liste: 2025-06-30 Name: Figurenbildstock hl. Stanislaus (eigentlich Madonna mit Kind) GstNr.: 37/1                                                |
| ja   | Datei hochladen | Figurenbildstock hl. Antonius HERIS-ID: 15710 Objekt-ID: 11956                                 | Standort KG: Trautmannsdorf                                                        | Statue des heiligen Antonius mit Kind, nordwestlich des Ortes, 1766 errichtet. | BDA-Hist.: Q37793415 Status: § 2a Stand der BDA-Liste: 2025-06-30 Name: Figurenbildstock hl. Antonius GstNr.: 1156                                                                                |